# Richard Montañez
Richard Montañez, né en 1958 à Ontario (Californie), est un homme d’affaires américain.
Après avoir abandonné l’école, il est embauché chez Frito‑Lay comme concierge puis devient cadre dans l’entreprise. Il prétend être l’inventeur des Cheetos Flamin’ Hot, une version épicée du snack, ce qui est contesté par Frito‑Lay et d’autres employés,.

## Biographie
Montañez est issu d’une famille américano‑mexicaine, née à Ontario mais ayant grandi à Guasti, un camp de travailleurs migrants à proximité de Los Angeles. Il abandonne l’école et travaille dans divers emplois jusqu’en 1976, année où il entre chez Frito‑Lay à Rancho Cucamonga comme concierge, avant de devenir opérateur de machine senior en 1993.

## Cheetos Flamin’ Hot
Selon son récit, une machine tombe en panne dans l’usine, et il ramène chez lui un lot de Cheetos non aromatisés, qu’il assaisonne avec des épices inspirées de la street food mexicaine. Il contacte alors Roger Enrico, PDG de PepsiCo, pour obtenir une présentation — qu’il prépare grâce à des recherches en bibliothèque. Le produit est d’abord testé à Los Angeles, puis déployé nationalement en 1992. Newsweek rapporte que cette saveur a « rajeuni la marque » et généré des milliards de revenus.

## Contestations de la paternité
En mai 2021, le Los Angeles Times publie une enquête interne montrant que l’assaisonnement aurait été développé par McCormick et testé sur d’autres marchés dès 1989–1990, avant que Roger Enrico ne rejoigne Frito‑Lay en 1991 ; une employée, Lynne Greenfeld, y est citée comme ayant dirigé le projet. Selon *The Ringer*, d’anciens cadres affirment que Montañez a bien contribué à d’autres produits Flamin’ Hot (pop‑corn ou chips), mais qu’il n’a pas été à l’origine du projet principal. PepsiCo souligne toutefois que Montañez « a joué un rôle précieux dans le succès de notre marque ».
En juillet 2024, Montañez entame une procédure judiciaire contre PepsiCo pour « fraude, discrimination raciale et diffamation » concernant les droits sur les Flamin’ Hot.

## Fin de carrière
Montañez termine sa carrière en tant que vice‑président des ventes multiculturelles et des promotions communautaires chez PepsiCo Amérique du Nord, et prend sa retraite en mars 2019, peu après l’enquête interne sur ses revendications.

## Œuvres et adaptation
Il est l’auteur des livres A Boy, a Burrito, and a Cookie (2013) et Flamin’ Hot: The Incredible True Story of One Man's Rise from Janitor to Top Executive (2021).
Son parcours a inspiré le film Flamin’ Hot (2023), réalisé par Eva Longoria, produit par Searchlight Pictures et diffusé sur Hulu.